# Koray Avcı (Musiker)

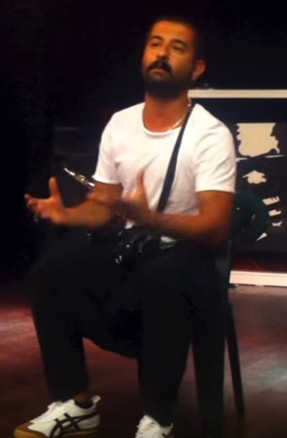
Koray Avcı, 2017

Koray Avcı (* 1. Januar 1990 in Ankara) ist ein türkischer Musiker.

## Leben und Karriere
Seine Familie stammt ursprünglich aus Tercan. Auf einem Konzert bekannte er sich zur alevitischen Glaubensrichtung.
Im Jahr 2015 erschien sein Debüt-Album Aşk İle, welches sehr erfolgreich wurde, vor allem durch die Songs Sen und Gittin Gideli.
Im Jahr 2017 gewann er einen Altın Kelebek Award in der Kategorie Bester türkischer Volksmusiker.
Auch durch seine beiden darauffolgenden Alben konnte er weiterhin auf sich aufmerksam machen. Veröffentlichungen wie Unutamam Seni, Adaletin Bu Mu Dünya, Yanımda Sen Olmayınca oder Sarhoş Gibiyim wurden bekannte Hits.

## Diskografie

### Alben
- 2015: Aşk İle
- 2016: Sonra Dersin Ki
- 2018: Senin İçin Değer
- 2020: Seni Çok Özlüyorum

### Singles
| - 2015: Sen - 2015: Gittin Gideli (Akustik) - 2016: Hoş Geldin - 2016: Bizim Sokaklar - 2016: Dertliyim Bu Gece - 2016: Aşk Sana Benzer - 2016: Yanımda Sen Olmayınca - 2017: Yakarım Geceleri - 2017: Hangimiz Sevmedik - 2017: Diz Dize - 2017: Unutamam Seni - 2017: Dargın Mahkum - 2017: O Eski Şarkı / Unutamam Seni (mit İclal Aydın) - 2017: Nedense (mit Sansar Salvo) - 2018: Ummadığım Anda - 2018: Erkekler de Yanar - 2018: Pirlere Niyaz Ederiz - 2018: Senin İçin Değer - 2018: Adaletin Bu Mu Dünya | - 2018: Ben Ne Biçim Serseriyim - 2018: Yine Aylardan Kasım - 2019: Kim Bilir - 2019: Yuh Yuh - 2020: Gidiyorum - 2020: Merdo - 2020: Sevda - 2021: Sarhoş Gibiyim - 2022: Yeter - 2022: Masum Değiliz - 2023: Yan - 2024: Lale Devri - 2024: Ne Faydası Var - 2024: Yanmayalım - 2024: Mevlam Birçok Dert Vermiş (mit Anıl Şallıel) - 2024: Unutama Beni - 2024: Yola Girme Sen - 2024: Öyle Sarhoş Olsam Ki |

Quelle:

## Filmografie
Serien
- 2017: Şevkat Yerimdar (Gastauftritt)

## Auszeichnungen
- 2017: Altın Kelebek Award in der Kategorie Bester türkischer Volksmusiker